# Sea Ranch

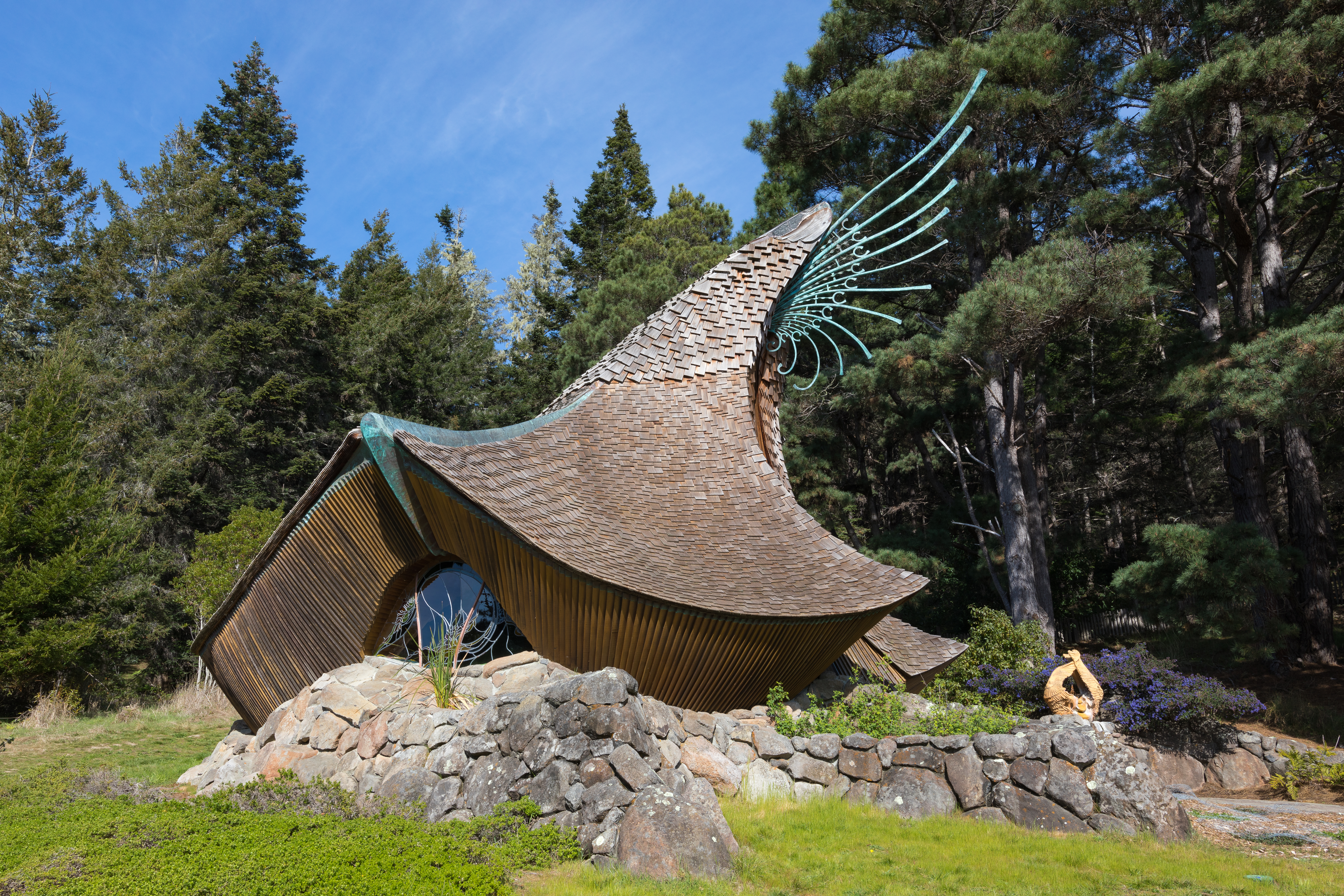
Une chapelle à Sea Ranch, conçue par James Hubbell. Mars 2020.

Sea Ranch est une census-designated place (CDP) située dans le comté de Sonoma, en Californie.